# Nossa Senhora da Boa Fé
Nossa Senhora da Boa Fé és una freguesia portuguesa del concelho d'Évora, amb 33,62 km² de superfície. La seva densitat de població és d'11,2 hab/km².

## Galeria

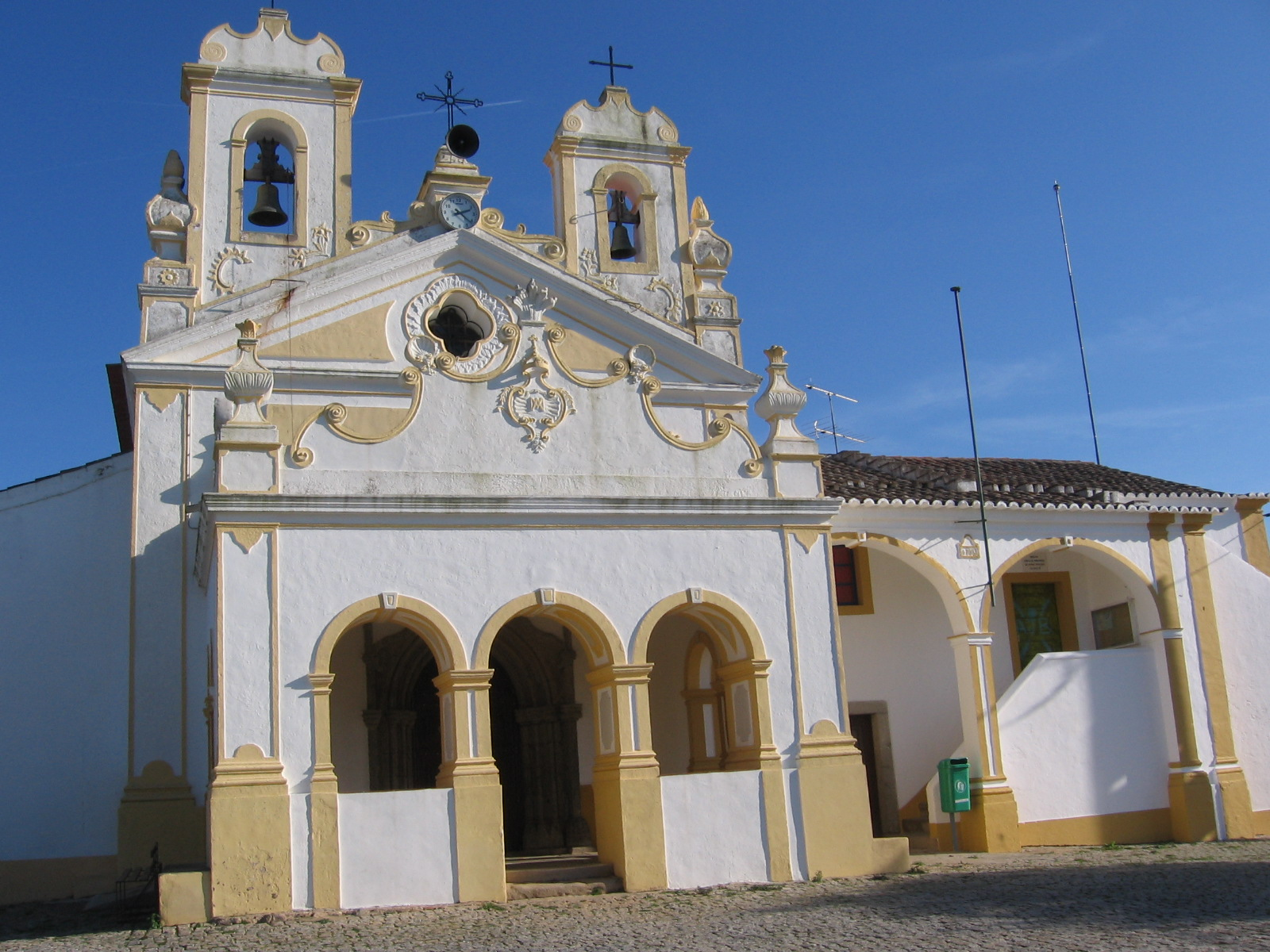
Església i Junta de Freguesia de Nossa Senhora dona Boa Fé